# Serrasalmus elongatus
Piranha brochet
 (août 2015).
Si vous disposez d'ouvrages ou d'articles de référence ou si vous connaissez des sites web de qualité traitant du thème abordé ici, merci de compléter l'article en donnant les références utiles à sa vérifiabilité et en les liant à la section « Notes et références ».
Espèce
Serrasalmus elongatus appelé aussi le piranha brochet est un piranha d'eau douce. Il évolue dans les fleuves du Pérou en Amérique du sud. Le genre Serrasalmus regroupe 17 espèces de piranhas. C'est une espèce grégaire qui se déplace en général en banc de centaines voire de milliers d'individus.

## Nom commun
Le piranha brochet, slender piranha ou encore Pike piranha.

## Description
Le corps est fortement allongé, en forme de torpille. La tête est de type concave, comme tous les représentants du genre Serrasalmus. Des petites dents sont bien visibles le long de la ligne ventrale. Une bande noire est présente sur la base de la nageoire caudale, épaissie sur le lobe inférieur. L'iris de l’œil est rouge à l’âge adulte. C'est un poisson très peu timide.

## Taille
L’espèce atteint 30 cm en milieu naturel mais habituellement 22/25 cm en captivité.

## Dimorphisme sexuel
Le dimorphisme sexuel est inexistant, les mâles et les femelles ont la même apparence.

## Comportement en milieu naturel
Serrasalmus elongatus vit parfois dans les rivières à débit très rapide mais on le retrouve aussi dans des zones plus calme. Au vu de sa grande aire de répartition, on peut le retrouver dans de nombreux biotopes. C’est un prédateur embusqué solitaire qui attaque par surprise et à très grande vitesse. Son corps effilé lui permet des accélérations impressionnantes. Il se nourrit des nageoires et écailles des autres poissons. On le retrouve juvénile dans les lagons où prospèrent de nombreuses plantes flottantes. Les juvéniles commencent très tôt la chasse sur des petites espèces. Les adultes se retrouvent dans les eaux profondes.
Comme les autres espèces de piranha, Serrasalmus elongatus produit des cris composés de plusieurs cycles ; elongatus est l'espèce de piranha dont les cycles sont les plus nombreux et avec la fréquence la plus élevée.

## Agencement de l'aquarium
Serrasalmus elongatus affectionne les rapides, les rivières à forts débits et les torrents. Il faudra mettre en place une zone de rivière à fort débit avec du sable de Loire , des galets et quelques racines. Une pompe de brassage est indispensable pour lui permettre de se dépenser convenablement. 
On pourra également installer une petite zone moins turbulente, protégée par une racine et y placer des plantes robustes et quelques cachettes. L’éclairage se doit d’être tamisé voire faible pour le bien-être du spécimen qui n’apprécie guère la lumière.

## Alimentation
Dans la nature, Serrasalmus elongatus se nourrit principalement d’écailles et de nageoires d’autres poissons. Adulte, il consomme des petits poissons entiers.
En captivité, Serrasalmus elongatus peut se révéler capricieux et n’accepter que de la nourriture vivante au départ voire refuser catégoriquement de s’alimenter les premières semaines. Il faudra être patient et l’habituer progressivement à manger du mort. Nourrir uniquement avec des poissons d’eau douce. La base de l’alimentation doit être constituée de petits poissons entiers. Éviter les poissons rouges qui contiennent des substances nocives.

## Maintenance en aquarium avec d'autres espèces
Aucune cohabitation, Serrasalmus elongatus ne tolère pas ses semblables ni la présence d’autres poissons. Un aquariophile possesseur de cette espèce en a fait la douloureuse expérience avec la perte de 30 cardinalis en une seule nuit…!
On peut tout de même tenter d’installer Platydoras costatus si l’agencement du décor le permet, mais les chances de réussite ne sont pas garanties.